# Valbellahorn
Valbellahorn är en bergstopp i Schweiz.   Den ligger i regionen Plessur och kantonen Graubünden, i den östra delen av landet, 170 km öster om huvudstaden Bern. Toppen på Valbellahorn är 2 763 meter över havet, eller 222 meter över den omgivande terrängen. Bredden vid basen är 0,99 km.
Terrängen runt Valbellahorn är bergig åt sydost, men åt nordväst är den kuperad. Närmaste större samhälle är Davos, 12,6 km nordost om Valbellahorn. 
I omgivningarna runt Valbellahorn växer i huvudsak barrskog. Runt Valbellahorn är det mycket glesbefolkat, med 3 invånare per kvadratkilometer.